# 新加坡社会及家庭发展部
新加坡社会及家庭发展部，縮寫為MSFD，是新加坡政府的一个下辖部门。它主要目标是培养强大的家庭和一个充满爱心的社会。
2012年11月1日，新加坡社会及家庭发展部建立。2012年7月31日，新加坡社会发展、青年及体育部宣布重组。

## 责任
新加坡社会及家庭发展部的主要功用是审视新加坡的婚姻问题，此外，加强社会安全，帮助需要帮助的人。

## 法定机构
- 国家社会服务委员会（英語：National Council of Social Service）